# Malá Hraštice
Malá Hraštice là một làng thuộc huyện Příbram, vùng Středočeský, Cộng hòa Séc.